# Кордильєра-Орієнталь (Болівія)

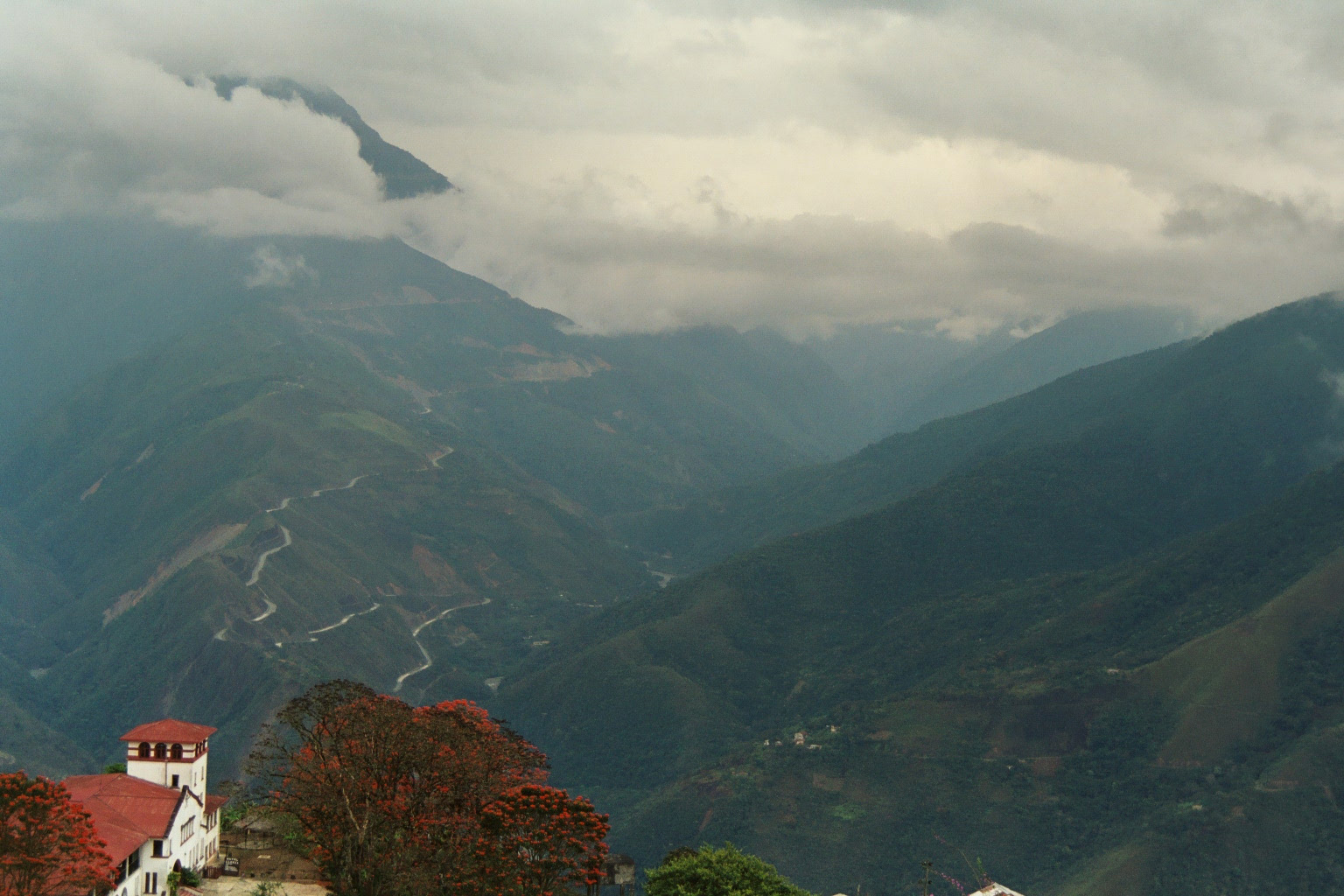
Юнга у Кордильєрі-Орієнталь біля Короїко

Кордильєра-Орієнталь (ісп. Cordillera Oriental — «східний хребет») — одна з трьох Кордильєр (гірських хребтів або масивів) на які поділяються Центральні Анди, розташована на території Болівії. Ця кордильєра характеризується паралельними гірськими хребтами, що простягнулися з півночі на південь, більшість яких розташовані у вологих районах, багатих на рослинність. Своєю чергою Кордильєра-Орієнталь поділяється на три частини:
- Північна (Septentrional) — безперервний ланцюг таких хребтів як Еслабон, Сан-Бонавентура, Мучане, Пілон та інші. Серед найвідоміших вершин — Серро-Асталая і Серро-Колорадо.

- Центральна (Central) — складається переважно гірським хребтом Кочакамба та пересікає департамент Кочабамба, містячи юнгу. Головні вершини — Тунарі (близько 5200 м) і Сан-Беніто (4298 м). Ділянка простягається від департаменту Санта-Крус, формуючи також ізольовані гірські хребти, такі як Матараку, Сан-Рафаель, Лас-Хунтас, Лос-Волканос, всі які закінчуються на території Національного парку Амборо.

- Південна (Meridional) — починається на північ від міста Чукісака хребтом Престо та закінчується хребтами Кайса і Капіренда в аргентинській провінції Чако та департаменті Тариха. Ця ділянка не містить відомих вершин.